# Fernando Arango
Fernando Arango Villegas (Manizales, Caldas, 28 de marzo de 1972) es un actor colombiano.

## Carrera
Es diseñador visual graduado de la Universidad de Caldas en 1998. Se ha desempeñado en la actuación desde el año 2000.

## Filmografía

### Televisión
| Año  | Título                              | Personaje                       |
| ---- | ----------------------------------- | ------------------------------- |
| 2022 | Entre sombras                       |                                 |
| 2022 | Te la dedico                        |                                 |
| 2022 | Las Villamizar                      | Morales                         |
| 2021 | La reina del flow 2                 | Orlando Meller                  |
| 2019 | Enfermeras                          | Oscar Martínez                  |
| 2019 | El general Naranjo                  |                                 |
| 2019 | Las muñecas de la mafia 2           | Sargento Memo García            |
| 2018 | Nadie me quita lo bailao            |                                 |
| 2017 | La ley del corazón                  | Obdulio Troncoso                |
| 2017 | Infieles                            | Ep: El potro                    |
| 2017 | Francisco el Matemático: Clase 2017 | Germán Largo                    |
| 2016 | El tesoro                           | Varguitas, Guardia de la cárcel |
| 2015 | ¿Quién mató a Patricia Soler?       | Capitán de la policía           |
| 2014 | Alias el Mexicano                   | El Mono                         |
| 2014 | La suegra                           | Gerardo                         |
| 2013 | 5 viudas sueltas                    | Detective de "Robin"            |
| 2012 | Escobar, El patrón del mal          | Mauricio Restrepo               |
| 2011 | Infiltrados                         |                                 |
| 2011 | Los canarios                        | Joven Deportista                |
| 2011 | 3 Milagros                          | Manuel el Cordobés              |
| 2010 | Los caballeros las prefieren brutas | Fermín Forero                   |
| 2010 | Rosario Tijeras                     | Libardo                         |
| 2009 | Los Victorinos                      | Marcos                          |
| 2008 | Vecinos                             | Alberto Buendía "Vaselino"      |
| 2007 | Nuevo rico, nuevo pobre             | Peluche                         |
| 2006 | La ex                               | Roberto Muñoz                   |
| 2004 | La saga, negocio de familia         | Agente Niño                     |
| 1999 | Francisco el Matemático             | Alias Jimmy                     |

2010, Secretos de familia,           Chucho.